# アラーニャ・ヴァルセージア
アラーニャ・ヴァルセージア（伊: Alagna Valsesia）は、イタリア共和国ピエモンテ州ヴェルチェッリ県にある、人口約700人の基礎自治体（コムーネ）。
モンテ・ローザの麓のヴァルセージアの上流にある。
2019年1月1日に、隣接していたコムーネ・リーヴァ・ヴァルドッビアを編入した。

## 地理

### 位置・広がり
| 隣接するコムーネは以下の通り。括弧内のAOはヴァッレ・ダオスタ州、VBはヴェルバーノ・クジオ・オッソラ県、CH-VSはスイス・ヴァレー州所属を示す。 - アルト・セルメンツァ (リーマ・サン・ジュゼッペ) - カンペルトーニョ - グレッソネイ＝ラ＝トリニテ (AO) - グレッソネイ＝サン＝ジャン (AO) - マクニャーガ (VB) - モッリア - ラッサ - ツェルマット (CH-VS) |

## 行政

### 分離集落
アラーニャ・ヴァルセージアには、以下の分離集落（フラツィオーネ）がある。
- Balma, Boccorio, Cà di Janzo, Casa Verno, Dorf, Fum d'Boudma, Fum Diss, Fum Tschukke, Fun d'Rùfinu, Gabbio (Fum Sand), Im Adelstodal, Im Felleretsch, Im Garrài, Im Oubre Grobe, Im Oubre Rong, Im Rong, Im Undre Grobe, Im Wold, In d'Bundu, In d'Ekku, In d'Follu, In d'Mèrlette, In d'Stütz, In d'Weng, Piana Fuseria, In d'Wittine, Isolello, Miniere, Purratz Hus, Riva Valdobbia, Sant'Antonio, Scarpia, Uttershus, Vogna Sotto, Wittwosma, Z'am Steg, Z'Jakmuls Hus, Z'Kantmud, Z'Pudelenn, Z'San Niklòs, Z'Yuassis Hus, Zar Chilchu, Zar Sogu, Pedemonte, Porazzo, Montella, Goreto, Rusa, Piane, Dosso, Ecco, Bonda, Pedelegno